# Ville Ritola
Vilho ("Ville") Eino Ritola - (18 de enero de 1896 en Peräseinäjoki, Finlandia–24 de abril de 1982 en Helsinki). Fue un atleta finlandés especialista en pruebas de larga distancia y ganador de ocho medallas olímpicas en la década de 1920, cinco de ellas de oro.
Fue uno de los miembros de la generaración de atletas finlandeses que dominaron las pruebas de media y larga distancia en los años 20, y a los que se conoce como los Finlandeses Voladores ("Flying Finns"), tales como Paavo Nurmi, Hannes Kolehmainen, Albin Stenroos o el propio Ritola, quien era conocido con el sobrenombre de "El lobo de Peräseinäjoki". 
A los 17 años emigró a Estados Unidos, donde se reunió con algunos de sus hermanos que habían emigrado tiempo antes, debido a las dificultades económicas. Allí se integró rápidamente en la abundante comunidad finlandesa de Nueva York. Perteneció al Club de Atletismo Finlandés-Americano, y tuvo la oportunidad de entrenar con su compatriota Hannes Kolehmainen, ya un atleta consagrado que se había establecido en ese país tras los Juegos Olímpicos de 1912.
Ritola tenía 28 años cuando participó en los Juegos Olímpicos de París 1924. Apenas dos meses antes había conseguido establecer en Helsinki un nuevo récord mundial de los 10.000 metros con 30:35,4 arrebatándoselo nada menos que a su compatriota Paavo Nurmi, considerado como uno de los mejores corredores de la historia.
Ya en París lograría una actuación excepcional, ganando un total de seis medallas (cuatro de oro y dos de bronce). En su primera carrera, los 10.000 metros, se benefició de la ausencia de su compatriota Paavo Nurmi, que decidió no participar en este evento probablemente por temor a una derrota, aunque según otras versiones él deseaba participar y se enfadó cuando vio que no le habían inscrito. El caso es que Ritola no tuvo adversario y ganó la prueba con media vuelta de ventaja sobre el segundo clasificado, rebajando en 12 segundos su propio récord mundial (30:23,2).
Tres días más tarde venció en los 3.000 metros obstáculos, también batiendo el récord mundial (9:33,6) y con una amplia ventaja. Al día siguiente acabó segundo en los 5.000 metros, tras Paavo Nurmi. Rittola ganó otras tres medallas en París: la plata en la prueba de campo a través de 10 kilómetros, donde de nuevo la victoria correspondió a Nurmi, el oro como miembro del equipo finlandés ganador por equipos en esa misma prueba, y el oro en la prueba de 3.000 metros por equipos.
En dichos Juegos los atletas finlandeses realizaron una actuación sensacional, venciendo en todas las distancias que iban desde los 1.500 metros a la maratón.
Cuatro años después, en los Juegos Olímpicos de Ámsterdam 1928, de nuevo los finlandeses se destacaron sobre el resto. Ritola logró la medalla de plata en los 10.000 metros, otra vez tras el gran Paavo Nurmi, y en su última carrera en unos Juegos, la final de los 5.000 metros, puso el broche de oro tomándose la revancha frente a Nurmi, en una emocionante carrera en la que Ritola venció a Nurmi por unos doce metros de ventaja.
En sus dos participaciones olímpicas Ritola había sumado cinco medallas de oro y tres de plata. Como curiosidad, nunca participó en los campeonatos de Finlandia, y en cambio sí lo hizo en los de Estados Unidos, país donde residía, y donde logró numerosos títulos a lo largo de los años 20. Se retiró del atletismo tras los Juegos de Ámsterdam, y siguió viviendo en Estados Unidos hasta 1971, cuando regresó a su país natal. Falleció en Helsinki en 1982 a la edad de 86 años.

## Resultados
| Año  | Competición      | Lugar     | Puesto | Marca                                     |
| ---- | ---------------- | --------- | --- | ----------------------------------------- |
| 1924 | Juegos Olímpicos | París     | 1º en 10.000 m 1º en 3.000 m obst. 2º en 5.000 m 2º en cross-country 1º en cross-country (equipos) 1º en 3.000 m (equipos) | 30:23,2 9:33,6 14:31,4 34:19,4 11 p. 8 p. |
| 1928 | Juegos Olímpicos | Ámsterdam | 1º en 5.000 m 2º en 10.000 m                                                                                               | 14:38.0 30:19,4                           |

## Marcas personales
- 5.000 metros - 14:23,2 (Nueva York, 24 Feb 1925)
- 10.000 metros - 30:19,4 (Ámsterdam, 29 Jul 1928)
- 3.000 metros obstáculos - 9:33,6 ( París, 9 Jul 1924)